# Gloggnitz
Gloggnitz este un oraș în partea de sud a landului Niederösterreich sub Pasul Semmering (984 m) fiind capul de linie al Căii ferate Semmering.

## Geografie
Gloggnitz se află în colțul de sud-vest al Depresiunii Vienei, situat la altitudinea de  442 m deasupra n.m..

## Munții din regiune
| 504 m Weinberg (Harter Wald)      |                                    |
| 692 m Tachenberg                  |                                    |
|                                   | - 645 m Goflitzberg                |
| 716 m Silbersberg (Heinrichshöhe) |                                    |
|                                   | - Jungberg                         |
| 805 m Weißjackl                   |                                    |
| 818 m Eichberg                    |                                    |
|                                   | - Hundsberg                        |
|                                   | - Schafkogel                       |
|                                   | - Haidenkogel                      |
|                                   | - Sechterberg                      |
|                                   | - 578 m Kahlenberg (Marienhöhe)    |
|                                   | - 580 m Gföhlriegl (Theresienhöhe) |
|                                   | - 760 m Gottschakogel (Taferlberg) |
| 908 m Raachberg                   |                                    |
|                                   | - Weitblickshöhe                   |
| 1078 m Grasberg                   |                                    |
| 1358 m Otter                      |                                    |
|                                   | - 1297 m Mitter-Otter              |
|                                   | - 1327 m Kleiner Otter             |
|                                   | - 1358 m Großer Otter              |
| 1352 m Gahns                      |                                    |
| 1523 m Sonnwendstein              |                                    |
|                                   | - 1414 m Alpkogel                  |
|                                   | - 1418 m Dürrkogel                 |
|                                   | - 1504 m Erzkogel                  |
| 2009 m Raxalpe                    |                                    |
| 2075 m Schneeberg                 |                                    |

## Monumente ale naturii
| Obiect                       | Protejat din | Locul unde se află                               |
| ---------------------------- | ------------ | ------------------------------------------------ |
| Stânca lui Johann            | 1929         | Stânca castelului partea de est                  |
| Castanul domestic            | 1934         | Prăpastia 8 (Dinhobl)                            |
| Doi copaci de tisă           | 1938         | Gloggnitz, parcul catelului                      |
| Arbore de tisă               | 1938         | Ob. Silbersbergstraße 24 (înaintea casei Apfler) |
| Pin negru                    | 1942         | Eichberg - ÖBB Statie                            |
| Hainbuchen-pădure de foioase | 1981         | Stuppacher Au                                    |
| Tei                          | 1982         | Hauptstraße 52 (în grădima casei)                |
| pâlcuri mici de tisă         | 1986         | Gloggnitz - parcul catelului                     |
| fag roșu cu frunze crestate  | 1991         | Stuppacherstr. 6 (în fața casei)                 |

1. ↑  Dauersiedlungsraum der Gemeinden Politischen Bezirke und Bundesländer - Gebietsstand 1.1.2018 (în germană), Statistica Austriei, accesat în 10 martie 2019